# Ratpenat de cua de rata petit
El ratpenat de cua de rata petit (Rhinopoma hardwickei) és una espècie de ratpenat de la família dels rinopomàtids que es troba a Algèria, Afganistan, Bangladesh, Burkina Faso, el Txad, Djibouti, Egipte, Eritrea, Etiòpia, l'Índia, l'Iran, l'Iraq, Israel, Jordània, Kenya, Kuwait, Líbia, Mali, Mauritània, el Marroc, Myanmar, el Nepal, el Níger, Nigèria, Oman, el Pakistan, Aràbia Saudita, Somàlia, el Sudan, Tailàndia, Tunísia, Sàhara Occidental i el Iemen.

## Subespècies
- Rhinopoma hardwickei arabium
- Rhinopoma hardwickei cystops
- Rhinopoma hardwickei hardwickii
- Rhinopoma hardwickei sondaicum

## Hàbitat
Viu en coves i a deserts càlids.